# حرارة متجددة
الحرارة المتجددة هي عبارة عن تطبيق من الطاقة المتجددة والتي تشير إلى التوليد المتجدد للحرارة، بدلاً من الطاقة الكهربائية يمكن على سبيل المثال، استبدال الغلايات التي تعمل على الوقود الأحفوري بالطاقة الشمسية المتجددة لتغذية الرادياتير Radiator. تقنيات الطاقة المُتجددة تشمل الوقود الأحفوري المتجدد، التسخين بالطاقة الشمسية، التسخين بواسطة حرارة باطن الأرض، المضخات الحرارية والمبادلات الحرارية التي تقوم بإعادة الحرارة المفقودة، كما يتم الاهتمام جدًا بعملية العزل.
تستهلك العديد من الدول الباردة طاقة للتدفئة أكثر من الطاقة الكهربائية، على سبيل المثال، في عام 2005 استهلكت المملكة المتحدة 354 تيراواط ساعة من الطاقة الكهربائية، لكنها كانت تحتاج إلى تدفئة بمقدار 907 تيراواط ساعة، في حين تم استيفاء معظمها (81%) باستخدام الغاز. يستهلك القطاع السكاني وَحْدَه طاقة هائلة تبلغ 550 تيراواط ساعة للتدفئة، بشكل رئيسي على شكل غاز. ما يقارب معظم الطاقة النهائية المستهلكة في بريطانيا (49%) كانت على شكل حرارة، منها 70% كانت تستخدم من قبل الأُسَر والمباني التجارية والعامة. تَسْتَخدم الأُسَر الحرارة بشكل رئيسي لتدفئة الفراغات (69%) وتسخين المياه.
تعتمد القدرة التنافسية النسبية للكهرباء المتجددة والطاقة المتجددة على سياسة الطاقة والبيئة الخاصة بالدولة. قليل من التقنيات المتجددة (سواء للحرارة أو الكهرباء أو النقل) تتنافس مع الوقود الأحفوري دون شكل من أشكال تقييم أو مساهمة الكربون. في البلدان مثل السويد، الدنمارك وفنلندا حيث التدخل الحكومي كان أقرب إلى شكل محايد تكنولوجياً من تثمين الكربون (أي ضرائب الكربون والطاقة). لَعِبَت الحرارة دورًا رائدًا في مساهمة كبيرة جداً للديمومة المتجددة في الاستهلاك النهائي للطاقة. في البلدان مثل ألمانيا، اسبانيا، الولايات المتحدة الأمريكية والمملكة المتحدة تم تحديد التدخل الحكومي على مستويات مختلفة لمختلف التقنيات والاستخدامات والمقاييس، واعتمدت مساهمات تقنيات الحرارة المتجددة والكهرباء المتجددة على مستويات الدعم النسبية، وأسفرت بشكل عام عن انخفاض مساهمة الطاقة المتجددة في الاستهلاك النهائي للطاقة.

## تقنيات الحرارة المتجددة الرائدة

### التسخين الشمسي
التسخين الشمسي هو أسلوب لبناء المباني يَسْتخدم طاقة أشعة الشمس في الصيف أو الشتاء لتوفير الاحتياج الاقتصادي للحرارة الاساسية أو التكميلية لمبنى ما. يمكن استخدام الحرارة لتدفئة الفراغات وتسخين المياه.
ينقسم تصميم التسخين الشمسي إلى مجموعتين:
- يعتمد التسخين الشمسي السلبي passive solar heating (ويقصد بالتسخين الشمسي السلبي أن مكونات المبنى من نوافذ، جدران والأرضيات تقوم بجمع، تخزين، عكس وتوزيع الطاقة الشمسية على شكل حرارة في الشتاء ورفض الطاقة الشمسية بالصيف) على تصميم وهيكل المنزل لجمع الحرارة. عند تصميم التدفئة الشمسي السلبي يجب أن يُؤخذ في عين الاعتبار التوزيع والتخزين للحرارة، والذي يمكن تحقيقه سلبيًا (أي بواسطة مكونات المبنى)، أو باستخدام مجاري الهواء لتوصيل الحرارة بفعالية إلى أساس المبنى للتخزين.[3]
- تم تصميم أحد هذه النماذج لرفع درجة حرارة المنزل إلى 24 درجة مئوية (75 درجة فهرنهايت) في أحد أيام الشتاء المشمسة جزئيًا (-7 درجة مئوية أو 19 درجة فهرنهايت)، ويُزعم أن النظام يوفر بشكل سلبي للجزء الأكبر من تدفئة المبنى. تبلغ تكلفة المنزل الذي تبلغ مساحته 4000 قدم مربع (أو 370 متر مربع) 125 دولارًا للقدم المربع أو (370 متر مربع بسعر 1,351 دولارًا للمتر المربع)، على غرار تكلفة المنزل التقليدي الجديد.
- يَسْتَخدم التسخين الشمسي النشط مضخات لنقل الهواء أو السائل من مجمع الطاقة الشمسية إلى المبنى أو منطقة التخزين. تقوم التطبيقات مثل تسخين الهواء بالطاقة الشمسية وتسخين المياه بالطاقة الشمسية، عادةً بالتقاط الحرارة الشمسية عبر الألواح حيث يمكن استخدامها بعد ذلك لتطبيقات مثل تدفئة الفراغات ومكملات لسخانات المياه السكنية. على عكس الألواح الكهروضوئية والتي تستخدم لتوليد الكهرباء، فإن لوحات التسخين بالطاقة الشمسية تكون أقل تكلفة وتحصل على نسبة أعلى بكثير من طاقة الشمس.
- تتطلب أنظمة التسخين الشمسي عادة نظام تسخين احتياطي صغير إضافي، إما تقليدي أو متجدد.

### التدفئة الحرارية الأرضية
يتم الوصول إلى الطاقة الحرارية الأرضية من خلال عملية حفر البخار وهي مماثلة لعملية الحفر للنفط. تعد الطاقة الحرارية الأرضية مصدرًا هائلاً للحرارة والطاقة النظيفة الغير مستخدمة بشكل جيد (ينبعث منها القليل أو لا ينبعث منها غازات دفيئة)، وموثوقة (يبلغ متوسط توفر النظام 95٪)، وتوجد طبيعيًا (مما يجعل السكان أقل اعتمادًا على النفط).
تمتص الأرض طاقة الشمس وتُخَزِّنها كحرارة في المحيطات وتحت الأرض. تظل درجة حرارة الأرض ثابتة عند درجة 42 إلى 100 درجة فهرنهايت (6 إلى 38 درجة مئوية) على مدار العام حسب المكان الذي تعيش فيه على الأرض. يَستفيد نظام التدفئة الحرارية الأرضية من درجة الحرارة الثابتة الموجودة أسفل سطح الأرض ويستخدمها في تسخين وتبريد المباني. يتكون النظام من سلسلة من الأنابيب المثبتة تحت الأرض متصلة بأنابيب موجودة داخل المبنى. تقوم المضخة بتدوير السائل من خلال دائرة الأنابيب. في فصل الشتاء يمتص السائل الموجود في الأنبوب حرارة الأرض ويستخدمها لتسخين المبنى. في الصيف يمتص السائل الحرارة من المبنى ويتخلص منها في الأرض.

### مضخات حرارية
تستخدم المضخات الحرارية العمل لنقل الحرارة من مكان إلى آخر، ويمكن استخدامها في كل من التدفئة وتكييف الهواء. على الرغم من رأس المال المرتفع، إلا أن المضخات الحرارية اقتصادية ويمكن تشغيلها بالكهرباء المتجددة. هناك نوعان شائعان من المضخات الحرارية هما المضخات الحرارية من الهواء (ASHP) ومضخات الحرارة من المصدر الأرضي (GSHP)، اعتمادًا على ما إذا كان يتم نقل الحرارة من الهواء أو من الأرض. لا تكون المضخات الحرارية التي مصدرها الهواء فعالة عندما تكون درجة حرارة الهواء الخارجي أقل من حوالي -15 درجة مئوية، في حين لا تتأثر مضخات الحرارة من مصدر الأرض. يتم قياس كفاءة مضخة الحرارة بمعامل الأداء (CoP) لكل وحدة كهرباء تستخدم لضخ الحرارة، تولد مضخة حرارة التي مصدرها الهواء ما بين 2.5 إلى 3 وحدات من الحرارة (أي تحتوي على CoP من 2.5 إلى 3)، في حين أن GSHP يولد 3 إلى 3.5 وحدة من الحرارة. استنادًا إلى أسعار الوقود الحالية في المملكة المتحدة، بافتراض وجود CoP من 3-4، فإن GSHP يكون أحيانًا شكلًا أرخص من تسخين الفراغات مقارنة بتسخين الهواء، تسخين الوقود والوقود الصلب. يمكن ربط المضخات الحرارية بمُخزِّن للطاقة الحرارية بين الفصول (الساخنة أو الباردة)؛ مما يضاعف الـ COP من 4 إلى 8 عن طريق استخراج الحرارة من الأرض الأكثر دفئًا.

### الغاز الطبيعي المتجدد
يُعرّف الغاز الطبيعي المتجدد بأنه الغاز الذي يتم الحصول عليه من الكتلة الحيوية والذي يتم تطويره إلى مستوى مماثل للغاز الطبيعي. من خلال رفع مستوى جودة الغاز الطبيعي، يصبح من الممكن توزيع الغاز على العملاء عبر شبكة الغاز الموجودة. وفقًا لمركز أبحاث الطاقة بهولندا، فإن الغاز الطبيعي المتجدد«أرخص من البدائل إذ يتم استخدام تُالكتلة الحيوية في محطة مشتركة لتوليد الحرارة والكهرباء أو في محطة احتراق محلية» تُخفّض تكاليف وحدة الطاقة من خلال «نطاق مناسب وساعات التشغيل»، ويتم التخلص من تكاليف رأس المال للمستخدم النهائي من خلال التوزيع عبر شبكة الغاز الموجودة.

## فاعِلِيّة الطاقة
تسير الحرارة المتجددة جنبًا إلى جنب مع فاعلية استخدام الطاقة. في الواقع، تعتمد مشاريع التدفئة المتجددة اعتمادًا كبيرًا على نجاحها في فاعلية استخدام الطاقة؛ في حالة التسخين الشمسي لخفض الاعتماد على متطلبات التدفئة الإضافية، وفي حالة تسخين الوقود الخشبي لخفض تكلفة الأخشاب المشتراة والحجم المخزن، وفي حالة المضخات الحرارية لتقليل الحجم والاستثمار في المضخة الحرارية، بالوعة الحرارة وتكاليف الكهرباء.

### التدفئة تحت الأرض
- تدور المياه داخل النظام في درجات حرارة منخفضة (35 درجة مئوية - 50 درجة مئوية) مما يجعل غلايات الغاز والغلايات التي تعمل بالحطب ومضخات الحرارة أكثر كفاءة.
- تكون الغرفة التي تحتوي على تدفئة تحت الأرض أكثر برودة في القرب من السقف، حيث لا تكون هناك حاجة للحرارة، ولكن أكثر دفئًا بالقرب من الأرض، حيث تكون الراحة مطلوبة بشدة.